# 球形の荒野
『球形の荒野』（きゅうけいのこうや）は、松本清張の長編推理小説。『オール讀物』に連載（1960年1月号 - 1961年12月号、連載時の挿絵は佐藤泰治・三芳悌吉）、1962年1月に文藝春秋新社から刊行された。
「もはや戦後ではない」と言われた時代に、「第二次世界大戦の亡霊」ともいうべき一人の男を登場させ、それに伴う波紋と、揺れ動く家族の心情を描く、ロマンティック・ミステリー。
1975年に松竹で映画化、また8度テレビドラマ化されている。

## あらすじ
昭和36年のこと、奈良の唐招提寺を訪ねた芦村節子は、その芳名帳に、大戦中に外交官であった亡き叔父・野上顕一郎に相似した筆跡を発見する。名前は違っていたが、懐かしさを覚えた節子は、夫の亮一や野上未亡人・孝子にこの件を話す。彼らは野上顕一郎の死亡は確認されているとして取り合わなかったが、孝子の娘・久美子のボーイフレンドである添田彰一は、野上顕一郎の死亡前後の事情を調べてみようと試みる。しかし、当時の関係者は一様に冷淡な反応を示し、村尾課長は「ウィンストン・チャーチルに訊け」との謎めいた言葉で添田を煙に巻く。
ところが間もなく、当時の公使館関係者の一人が、世田谷で絞殺死体となり発見された。さらに、野上久美子の行く場所で、拳銃狙撃などの怪事件が相次ぐ。久美子も添田も、一連の事件に見えない糸が張りめぐらされているのを感じていた。やがて、終戦間際の公使館に端を発する悲劇が、徐々にその貌を現わしていく。

## 主な登場人物

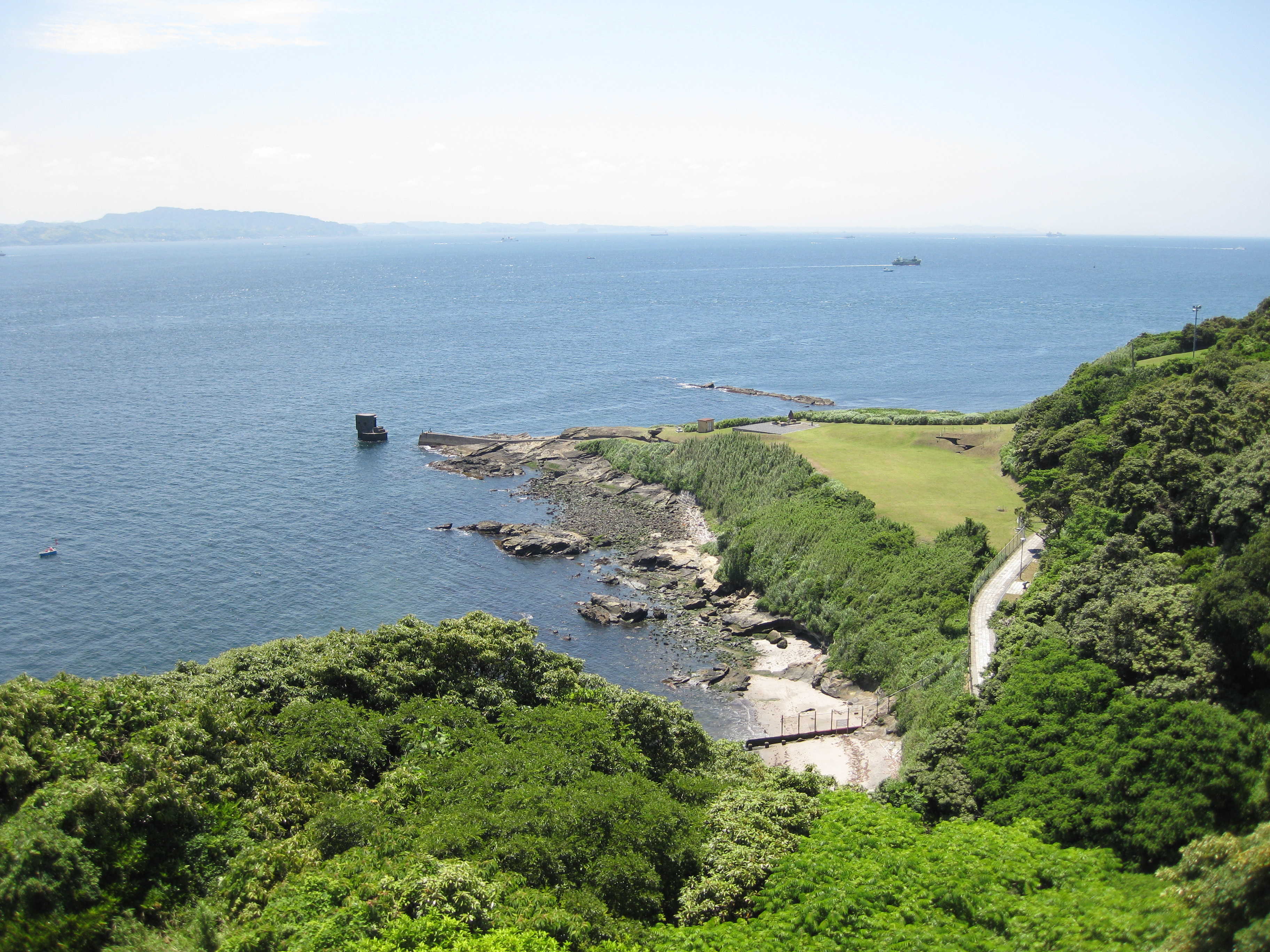
小説ラストの舞台となる観音崎周辺

原作における設定を記述。
野上久美子
野上顕一郎の娘。古風な躾で育てられてきた。父の関係もあり役所に勤めている。23歳。
添田彰一
R新聞政治部の記者。事件に関与する中で、久美子の将来のパートナーとして親族にも認められていく。
野上孝子
久美子の母。夫を喪ったが現在まで再婚せずに通している。
芦村節子
久美子の従姉。叔父・顕一郎の影響で、古い寺に興味を持っている。
芦村亮一
節子の夫。東京のT大学助教授。
滝良精
大戦中に特派員としてヨーロッパに駐在していた。現在は世界文化交流連盟の常任理事。
村尾芳生
大戦中にスイス公使館外交官補の地位にあり、現在は外務省欧亜局の課長。
筒井源三郎
品川近くにある筒井屋旅館の主人。
伊東忠介
大戦中にスイス公使館付武官陸軍中佐の地位にあり、現在は大和郡山市で雑貨商を営む。
笹島恭三
洋画家。滝良精を通じて、久美子にデッサンのモデルとなるよう依頼する。
鈴木警部補
東京で発生した事件に疑問を抱き、京都・南禅寺に謎の呼び出しを受けた久美子に同行しようとする。
ヴァンネード
夫人を伴ってフランスから来日した白髪の外国人。久美子の眼には東洋風の顔つきと映る。
野上顕一郎
第二次大戦中、スイス公使館の一等書記官を務めるが、終戦前に過労で死亡したと伝えられる。

## エピソード
- 古い寺が好きで、小説家となる以前から、奈良や京都を歩いていた著者は、寺の白い壁や古い柱に書かれた多くの落書きを見掛けていた。その落書きが古くなってくると、落書きの当人にとって思い出になるのではないかと思い、中年の人妻がかつての落書きを見て過去の恋愛を偲ぶというストーリーを浮かべた。この案自体はボツとなったが、その変形を本作で使ったと著者は説明している[1]。
- 連載時において、洋画家の死は、殺人によるものと示唆されていたが、単行本化の際に変更されている。また連載の中盤（1960年11月号掲載分の後半・12月号掲載分の前半）では、添田彰一と、「国威復権会」の幹事「山田吉次郎」が対面する場面が描かれたが、この場面は単行本化の際に全て削除された。変更の背景に関して、当時の社会的事情に影響を受けたものと推測する見解も出されている[2]。
- 文芸評論家の細谷正充は、本作のストーリーの発想の原点に、菊池寛の戯曲『父帰る』があるのではないかと推測している[3]。
- 作家の半藤一利は、松本清張だとどれが一番好きですかとの問いに、「『球形の荒野』。これは聞かれるたびに『球形の荒野』と答えている」と述べている[4]。
- 小説中、野上顕一郎は北宋末の書家・米芾を手本に書を習っていたとされているが、著者が1933年に博多の嶋井精華堂印刷所で見習い修行をしていた際、俳誌「万燈」の主宰者・江口竹亭から学んだ書の手本に、米芾が含まれていたとされている。書道家の田中節山は、小説中における寓意を「旧弊にとらわれない自由で近代的な感覚と、ある種の清々しさ」と解釈している[5]。

## 映画
1975年6月7日公開。製作・配給は松竹。前年公開の『砂の器』に続き、ヒロイン役に島田陽子を起用している。現在はDVD化されている。
キャッチフレーズは「地球は荒野でしかないのか？」。

### キャスト
- 芦田伸介（野上顕一郎）
- 乙羽信子（野上孝子）
- 島田陽子（野上久美子）
- 竹脇無我（添田彰一）
- 山形勲（滝良精）
- 岡田英次（村尾芳正）
- 藤岡琢也（伊東忠介）
- 笠智衆（福竜寺住職）
- 大滝秀治（岡野）
- 矢野宣
- 松山照夫
- 三谷昇
- 加島潤
- 大塚国夫（「大塚周夫」とクレジットされているが誤り）
- 土田桂司
- 光映子
- 村上記代
- 田宮二郎（ナレーター）

他

### スタッフ
- 監督：貞永方久
- 製作：杉崎重美
- 脚本：貞永方久・星川清司
- 音楽：佐藤勝
- 撮影：坂本典隆
- 美術：芳野尹孝
- 編集：杉原よ志
- 助監督：福田幸平

### エピソード
本映画の脚本の脱稿は1975年4月30日、ベトナム戦争終了の日であった。脚本・監督の貞永方久は、サイゴン脱出を図ろうとするアメリカ人兵士の姿に、かつて満州で終戦を迎え、ソ連国境地帯から逃れてきた難民の姿を重ねていたと回顧している。撮影は翌日の5月1日にクランクイン、25日にクランクアップ（製作発表と丸の内ピカデリーでの完成記念特別試写会は6月3日、上映は6月9日）と、短期間の制作となった。

## テレビドラマ

### 1962年版
1962年8月16日と8月17日（22:15-22:45）、NHKの「松本清張シリーズ・黒の組曲」の1作として2回にわたり放送。
キャスト
- 野上久美子：水木麗子
- 添田彰一：宗近晴見
- 芦村節子：文野朋子
- 芦村亮一：松本克平
- 村尾課長：松村達雄
- 伊東忠介：北村和夫
- 門田源一郎：加藤武
- ヴァンネード氏：夏川大二郎

スタッフ
- 脚色：阿部桂一
- 音楽：別宮貞雄
- 演出：境正顕
- 制作：NHK

### 1963年版
1963年4月22日から1963年5月27日まで（22:00-22:56）、TBS系列にて全6回の連続ドラマとして放映。
キャスト
- 野上久美子：冨士眞奈美
- 添田彰一：根上淳
- 野上孝子：三宅邦子
- ：北原義郎
- ：見明凡太郎
- 野上顕一郎：市村羽左衛門

スタッフ
- 脚本：野上龍雄、須崎勝弥
- 監督：土居通芳
- 制作：TBS、大映テレビ

### 1969年版
1969年3月5日から1969年4月2日まで、NHKの「水曜劇場」枠（20:00-21:00）にて全5回の連続ドラマとして放映。なお「水曜劇場」としては最終放送。
キャスト
- 野上久美子：山本陽子
- 添田彰一：入川保則
- 芦村節子：藤田佳子
- 芦村亮一：北村和夫
- 野上孝子：宝生あやこ
- 滝良精：佐々木孝丸
- 笹島画伯：北沢彪
- 筒井屋：河野秋武
- ヴァンネード夫人：クリスタ・マイネッケ
- 野上顕一郎：森雅之

スタッフ
- 脚本：高橋玄洋
- 音楽：小森昭宏
- 監督：田中昭男
- 製作：NHK

### 1978年版
1978年3月11日から1978年4月8日まで、フジテレビ系列の「ゴールデンドラマシリーズ」枠（22:00-22:54）にて全5回の連続ドラマとして放映。2015年2月19日から2月26日までBSフジの名作ドラマ劇場にて放送している。
出演
- 野上久美子：栗原小巻
- 添田彰一：村井国夫
- 芦村節子：岩崎加根子
- 野上孝子：加藤治子
- 村尾芳生：内藤武敏
- 芦村亮一：滝田裕介
- 滝良精：下條正巳
- 筒井源三郎：浜田寅彦
- 野上顕一郎：滝沢修

スタッフ
- 脚本：稲垣俊
- 監督：河村雄太郎
- 音楽：伊部晴美
- 企画：村上光一(フジテレビ)
- プロデューサー：松木征二、中村寿男
- 製作協力：フジプロダクション
- 製作：フジテレビ、俳優座映画放送

主題歌
- 「この空を飛べたら」（歌：加藤登紀子）
  - 作詞・作曲：中島みゆき／編曲：福井峻

### 1981年版
1981年9月29日21:02-22:54、日本テレビ系列の「火曜サスペンス劇場」第1作として放映。同枠の初回に、三船敏郎と島田陽子の共演で松本清張原作ドラマを希望する、日本テレビからの打診に始まり、検討の結果、本作が選択された。制作には三船プロダクションが参加、また島田陽子は映画版に続く野上久美子役での出演となった。視聴率17.1%（ビデオリサーチ調べ、関東地区）。
キャスト
- 野上久美子：島田陽子
- 添田彰一：中村雅俊
- 野上孝子：香川京子
- 忠介の息子：本間優二
- 筒井の娘：荒木由美子
- ：戸浦六宏
- 刑事（東京）：原田清人
- 笹島恭三：内田稔
- 刑事（京都）：高城淳一
- ：矢吹寿子
- 亮子（孝子の妹）：八木昌子
- 亮子の夫：石田太郎
- 滝良精：池部良
- ：北村総一郎
- ：浅沼晋平
- ：木田三千雄
- フランス婦人（顕一郎の妻）：アンヌマリ・ドゥバイ
- 刑事（東京）：福岡正剛
- 村尾芳生：高橋昌也
- 筒井：柳生博
- 松村忠介：西村晃
- 野上顕一郎：三船敏郎
- その他：及川智靖、片岡静香、大川万裕子、金房求、田中正彦、仲野裕、金尾啓夫、石波芳人、若原初子、小海とよ子、八木和子、熊谷卓三、夏木順平

スタッフ
- 企画：小坂敬（日本テレビ）、山本時雄（日本テレビ）
- プロデューサー：小杉義夫（日本テレビ）、鍋島壽夫、伊藤満（三船プロダクション）
- 脚本：石松愛弘
- 音楽：木森敏之
- ロケ協力：京都都ホテル、讀賣新聞社、共同通信社、赤坂東急ホテル、ホテルパシフィック東京
- 音楽協力：日本テレビ音楽
- 茶道指導：鹿島信哉
- 小道具：高津映画装飾
- 現像：東洋現像所
- 監督：恩地日出夫
- 製作：日本テレビ、三船プロダクション

### 1992年版
「松本清張作家活動40年記念・球形の荒野」。1992年2月7日21:02-22:52、フジテレビ系列の「金曜ドラマシアター」枠にて放映。視聴率17.2%（ビデオリサーチ調べ、関東地区）。
キャスト
- 野上久美子：若村麻由美
- 添田彰一：田中実
- 芦村節子：浅田美代子
- 野上孝子：河内桃子
- 村尾課長：大出俊
- 滝良精：芦田伸介（特別出演）
- 笹島画伯：鈴木瑞穂
- 芦村亮一：勝野洋
- 野上顕一郎：平幹二朗
- 津村鷹志、早川純一、前田昌明、中村たつ、吉本真由美、能登要、佐藤正文、櫻片達雄、高川裕也、やまび研、湯沢紀保、松崎謙二、ヨシダ・ヨランダ、柴田林太郎、小林大介、村田鉄人、徳田與人、佐藤浩、福山龍次、森秀人、大石良子、川瀬真理、竹本翔之介、大山雅樹、田口アツシ、河田祐幸、小松健悦、盛久夫、ブライアン・マット・ユル

スタッフ
- 企画：前田和也（フジテレビ）、遠藤龍之介（フジテレビ）、松本陽一
- プロデューサー：香取雍史
- 脚本：野上龍雄
- 音楽：菊地俊輔
- 監督：富永卓二
- 撮影：伊佐山巌
- 照明：椎葉昇
- 録音：八木隆幸
- 音響効果：小原孝司
- 編集：小松直人
- 撮影協力：比叡山国際観光ホテル、京都新阪急ホテル、奈良シティホテル、ホテルエコーハイツ蓼科、明治書院
- 助監督：羽石龍太郎
- 制作：フジテレビ、仕事

### 2010年版
「2夜連続 松本清張スペシャル 球形の荒野」。2010年11月26日・27日、フジテレビ系列で2夜連続（『金曜プレステージ』・『土曜プレミアム』内）で放送された。視聴率は前編：13.0%、後編：10.9%（ビデオリサーチ調べ、関東地区）。第65回文化庁芸術祭参加作品。
放送開始する3ヶ月前に解散した映画製作会社「映像京都」の最後の作品である。
時代設定は1964年（昭和39年）の東京オリンピック開催直前。オープニングにJ.S.バッハの「ピアノ協奏曲第1番」第3楽章を、劇中音楽として同じくバッハの「パルティータ第2番」「ゴルトベルク変奏曲」などを使用している（ピアノ演奏はグレン・グールドによる盤で統一）。

#### キャスト
- 野上顕一郎：田村正和 （戦時中の在スウェーデン公使館一等書記官。終戦の1年前に病死したと発表される）
- 鈴木次郎：江口洋介 （警視庁警部補。戦争経験者）
- 添田彰一：生田斗真 （世田谷警察署刑事）
- 野上久美子：比嘉愛未 （野上顕一郎の娘。フランス語通訳として働く『東京オリンピック』コンパニオン）
- 筒井源三郎：小日向文世 （東京品川の井屋旅館の主人）
- 芦村亮一：萩原聖人 （節子の夫。大学助教授）
- 芦村節子：木村多江 （野上久美子の従姉。久美子はおばさんと呼んでいる）
- 伊東忠介：相島一之 （奈良県大和郡山市の魚養殖園経営者）
- 伊東常夫：山崎樹範 （伊東忠介の息子）
- 伊東シマ子：西原亜希 （伊東常夫の妻）
- 廣瀬英二：趙珉和
- 宗方：おかやまはじめ （世田谷警察署刑事課長）
- 島津：菊池均也 （警視庁刑事）
- 吉川：飯田基祐 （警視庁刑事）
- 沢口：田鍋謙一郎 （刑事）
- 堤：中林大樹 （刑事）
- 小椋：駿河太郎 （刑事）
- 松井：小峰隆司 （民和党幹事長）
- エレーヌ・ヴァンネード：ジュリー・ドレフュス （野上顕一郎が再婚したフランス女性）
- 早川和夫：曽我廼家文童 （奈良県警刑事）
- 佐々木実：永島敏行 （警視庁幹部、捜査本部長）
- 村尾芳生：佐野史郎 （外務省欧亜局課長）
- 大野木：福本清三 （右翼団体会長）
- 山越伍郎：清水綋治 （殺し屋）
- 住職：伊武雅刀
- 旅館女将：唐木ちえみ
- 笹島恭三：津嘉山正種 （久美子をモデルに絵を描く画伯）
- 野上孝子：風吹ジュン （野上顕一郎の妻、久美子の母）
- 滝 良精：草刈正雄 （世界文化交流連盟常任理事）
- その他：濱田マリ(筒井屋旅館の女中)、佐藤恒治、野本光一郎、檜山裕司、貞包みゆき、鈴木芳彦、笹木俊志、芝本正、大石昭弘、池田勝志、荒田悠良、西木珀
- ナレーション：松元真一郎（フジテレビアナウンサー）

#### スタッフ
- 原作：松本清張 『球形の荒野（上・下）』（文春文庫刊）
- 脚本：君塚良一
- 企画：高井一郎
- プロデュース：喜多麗子（フジテレビ）、西岡善信（映像京都）、西村維樹（映像京都）、岡原伸幸（映像京都）
- 演出・プロデュース：永山耕三（フジテレビ）
- 編集：新井孝夫
- 美術監督：西岡善信
- 撮影協力：南禅寺、新薬師寺、下鴨神社、国立京都国際会館、但馬空港、交通科学博物館、京都大学人文科学研究所、神戸女学院大学、武庫川女子大学、ウェスティン都ホテル京都、川奈ホテル、上毛電気鉄道、桐生市、加須市、京丹後市 (琴引浜)ほか
- 宿泊協力：京都全日空ホテル
- 映像協力：東宝（映画『東京オリンピック』）他
- 企画協力：ナック、菊池実
- 制作協力：映像京都
- 制作・著作：フジテレビ

### 2014年版
「松本清張 球形の荒野」。2014年3月9日21:00-22:54、BS日テレオリジナルドラマとして放映。
キャスト
- 野上久美子：木村佳乃
- 野上顕一郎：寺尾聰
- 添田彰一：武田真治
- 野上孝子：市毛良枝
- 村尾芳生：田中健
- 滝良精：寺田農
- 筒井源三郎：石井愃一
- 笹島恭三：佐川満男
- エレーヌ・ヴァネード：シャロン・キャティー
- 伊東忠介：田中弘史
- 栄吉：稲健二
- 岡野（国威復権会）：田畑猛雄
- 杉島：浪花ゆうじ
- 赤木マサ：三島ゆり子
- 村尾の妻：ひろみどり
- 添田の上司（社会部デスク）：峰蘭太郎
- 住職：西山辰夫
- 刑事：高谷恭平
- 刑事：黒川英二
- 神主：大矢敬典
- 鑑識：櫻井忍
- 久美子の同僚：金子珠美
- 世界文化交流会のスタッフ：東康平
- 旅館の主人：多賀勝一
- 添田の同僚：潮田由香里
- ホテルのフロント：中村彩実
- 久美子の幼少期：椎平瑠月

スタッフ
- 監督：井上泰治
- 脚本：谷口純一郎、国井桂
- 音楽：牧戸太郎
- 主題歌：東方神起「I Love you」
- 技術協力：ジャパンブロードキャストソリューションズ(JBS)
- 映像協力：クリエーションファイブ
- プロデュース：西牟田知夫、内堀雄三、元信克則、進藤盛延
- プロダクション協力：東映太秦映像
- 製作プロダクション：UNION
- 製作著作：BS日テレ
- 撮影協力：唐招提寺、興福寺、春日大社、百毫寺、南禅寺、青蓮院門跡、あだしの念仏寺、神護寺、西寿寺、番所庭園、鳩居堂、京都東急ホテル、菊花荘、高雄観光ホテル、奈良ホテル、駒井家住宅、嵐山-高雄パークウエイ、カノミ外科医院、琵琶湖大津館、旧大津公会堂ほか